# Kate Beaton
Kathryn Moira Beaton (Condado de Inverness, Nova Escócia, 8 de setembro de 1983) é uma quadrinista canadense mais conhecida como a criadora da tira de quadrinhos Hark! A Vagrant, que durou de 2007 a 2018. Suas outras obras importantes incluem os livros infantis The Princess and the Pony e King Baby, publicados em 2015 e 2016, respectivamente. O primeiro foi transformado em uma série da Apple TV + chamada Pinecone & Pony, lançada em 2022, na qual Beaton trabalhou como produtora executiva. Também em 2022, Beaton lançou um livro de memórias em forma de história em quadrinhos, Ducks: Two Years in the Oil Sands, sobre sua experiência de trabalho nas areias betuminosas de Alberta. A Publishers Weekly indicou Ducks como um dos dez melhores livros do ano.

## Primeiros anos
De ascendência escocesa, Beaton cresceu com suas três irmãs em Mabou, na ilha de Cape Breton . Ela estudou em uma pequena escola de ensino fundamental e médio, com apenas 23 pessoas em sua turma. Formou-se na Mount Allison University em 2005 com bacharelado em história e antropologia. Beaton começou a desenhar quadrinhos para o jornal universitário, The Argosy, durante seu terceiro e quarto anos de curso. Após a faculdade, trabalhou como assistente administrativa no Museu Marítimo da Colúmbia Britânica, em Victoria.

## Carreira
Depois de se formar em Mount Allison em 2005, Beaton trabalhou em um projeto de mineração de areias betuminosas em Fort McMurray para pagar seus empréstimos estudantis. Em 2007, enquanto ainda trabalhava no Museu Marítimo da Columbia Britânica, Beaton decidiu publicar na Web alguns de seus quadrinhos inspirados na história. Ela postou quadrinhos em um novo site, katebeaton.com, e em um blog do LiveJournal . Em dezembro daquele ano,  publicou o primeiro de dois lotes populares de histórias em quadrinhos com temas históricos, cujos temas foram sugeridos por pelo menos vinte de seus leitores.
Beaton publicou sua webcomic, Hark! A Vagrant , de 2007 a 2018. Ela transferiu seu trabalho do LiveJournal para seu novo site, também intitulado Hark! A Vagrant, em maio de 2008. Seus temas incluíam figuras históricas, como James Joyce e Ada Lovelace, ou personagens fictícios da literatura ocidental . Em vários quadrinhos, Beaton caricaturou a si mesma, no passado e no presente. Beaton tem um estilo artístico simples, com atenção especial aos detalhes das expressões faciais de seus personagens; sua habilidade no ritmo cômico também foi notada. Hark! A Vagrant ganhou o Prêmio Ignatz de Melhor Quadrinho Online de 2011.
O trabalho de Beaton foi destacado pela Wired, Maclean's, e  pelo Comic Book Resources . "The Origin of Man", sua história em quadrinhos em comemoração do 200º aniversário de Charles Darwin, foi apresentada pelo MySpace Dark Horse Presents em março de 2009. Em junho de 2009, ela lançou um livro intitulado Never Learn Anything from History . Vários de seus desenhos foram publicados na The New Yorker . Drawn &amp; Quarterly lançou seu segundo livro, também intitulado Hark! A Vagrant, em setembro de 2011. A revista Time nomeou-o um dos dez melhores livros de ficção do ano, com Lev Grossman chamando-o de "o livro mais espirituoso do ano".
Never Learn Anything from History, publicado pela própria Beaton, ganhou o prêmio Doug Wright de 2009 de Melhor Talento Emergente. Hark! A Vagrant ganhou o Prêmio Harvey de Melhor Obra de Quadrinhos Online de 2011, tendo sido indicado no ano anterior, e também foi indicado ao Prêmio Joe Shuster em 2009 e 2010. Beaton venceu novamente o Harvey em 2012, nas categorias Humor, Trabalho Online e Melhor Cartunista.
Ela é ex-membro do Pizza Island, um estúdio de cartunistas em Greenpoint, Brooklyn, formado por ela e pelas cartunistas Lisa Hanawalt, Domitille Collardey, Sarah Glidden, Meredith Gran e Julia Wertz .
Beaton contribuiu com a antologia Strange Tales da Marvel Comics . Em 2014, Beaton carregou o webcomic Ducks em cinco partes, que apresenta uma história mais séria e complexa baseada nas experiências de trabalho de Beaton em um local de mineração remoto no Canadá.
Step Aside Pops, uma coleção de tiras de Hark! A Vagrant  liderou a lista dos mais vendidos de histórias em quadrinhos do The New York Times em outubro de 2015. Em uma pesquisa de 2015, Beaton ficou em décimo quarto lugar entre as melhores artistas de quadrinhos femininas de todos os tempos.
O primeiro livro infantil de Beaton, A Princesa e o Pônei, foi lançado em 2015. Em 2016 publicou o livro ilustrado King Baby .
Em 2022, uma série de TV animada baseada em The Princess and the Pony, de Kate Beaton, chamada Pinecone &amp; Pony, foi lançada no serviço de streaming Apple TV+, com Beaton atuando como produtora executiva.
Em setembro de 2022, Beaton lançou um livro de memórias em forma de história em quadrinhos chamado Ducks: Two Years in the Oil Sands (br:Patos: Dois Anos nos Campos de Petróleo), que documentou sua experiência de trabalho na indústria de extração de energia para as areias betuminosas de Alberta antes de se tornar cartunista. É uma versão ampliada de sua webcomic anterior de 2014, Ducks . O livro venceu a edição de 2023 do Canada Reads, onde foi defendido por Mattea Roach .
A American Library Association listou Ducks entre os dez primeiros na lista de Melhores Graphic Novels para Adultos de 2022.

## Vida pessoal
Ela é casada com o escritor Morgan Murray. Tem dois filhos. Depois de morar em Nova York e Toronto, Beaton agora mora na Nova Escócia com a família.

### Coleções de quadrinhos
- Never Learn Anything From History (2009)
- Hark! A Vagrant (Montréal: Drawn & Quarterly, 2011, ISBN 978-1770460607)
- Step Aside, Pops (Montréal: Drawn & Quarterly, 2015, ISBN 978-1770462083)

### Livros infantis
- The Princess and the Pony (New York, NY: Arthur A. Levine Books, an imprint of Scholastic Inc., 2015, ISBN 978-0545637084)
- King Baby (New York, NY: Arthur A. Levine Books, an imprint of Scholastic Inc., 2016, ISBN 978-0545637541)

### Não-ficção
- Ducks: Two Years in the Oil Sands (Montréal: Drawn & Quarterly, 2022, ISBN 978-1770462892)